# Städte- und Gemeindebund Brandenburg
Der Städte- und Gemeindebund Brandenburg e. V. ist der kommunale Spitzenverband der Städte, Gemeinden und Ämter im Land Brandenburg mit Sitz in Potsdam.

## Mitglieder und Aufgaben
Dem Verband gehören derzeit (September 2019)
- 4 kreisfreie Städte,
- 145 amtsfreie Städte und Gemeinden (von insgesamt 148 amtsfreie Städte und Gemeinden),
- 71 amtsangehörige Städte und Gemeinden und
- 51 Ämter (von insgesamt 52 Ämtern)

als Mitglieder an, welche über 98 % der Einwohner des Landes Brandenburg  repräsentieren.
Die Aufgaben des Verbands umfassen nach § 2 Absatz 1 seiner Satzung Folgendes:
- den Selbstverwaltungsgedanken zu fördern und für die Verwirklichung und Wahrung des Rechts auf kommunale Selbstverwaltung einzutreten,
- die gemeinsamen Belange seiner Mitglieder zu wahren und zu vertreten,
- seine Mitglieder auf allen Gebieten des öffentlichen Lebens zu beraten und zu betreuen,
- den Erfahrungsaustausch unter den Mitgliedern zu pflegen und das Verständnis für die kommunalen Fragen in der Öffentlichkeit zu fördern,
- den Austausch von Kenntnissen und Erfahrungen bei der Umsetzung der kommunalen Selbstverwaltung zu organisieren und
- Unterstützung bei der Ausbildung, Weiterbildung und Fortbildung der Bediensteten der Mitglieder zu geben.

## Aufbau und Organe
Der Verband ist als eingetragener Verein organisiert. Nach § 2 seiner Satzung verfolgt der Verband ausschließlich und unmittelbar gemeinnützige und überparteiliche Ziele und ist selbstlos tätig; er verfolgt nicht in erster Linie eigenwirtschaftliche Zwecke.
Gemäß § 7 seiner Satzung hat der Verband folgende Organe:
- die Mitgliederversammlung
- der Landesausschuss
- das Präsidium
- der Präsident
- der Geschäftsführer

## Mitgliedschaften
Der Verband ist Mitglied im Deutschen Städte- und Gemeindebund und im Deutschen Städtetag.